# Baphia nitida
Baphia nitida también conocido como el sándalo africano, es un arbusto perteneciente a la familia de las fabáceas.

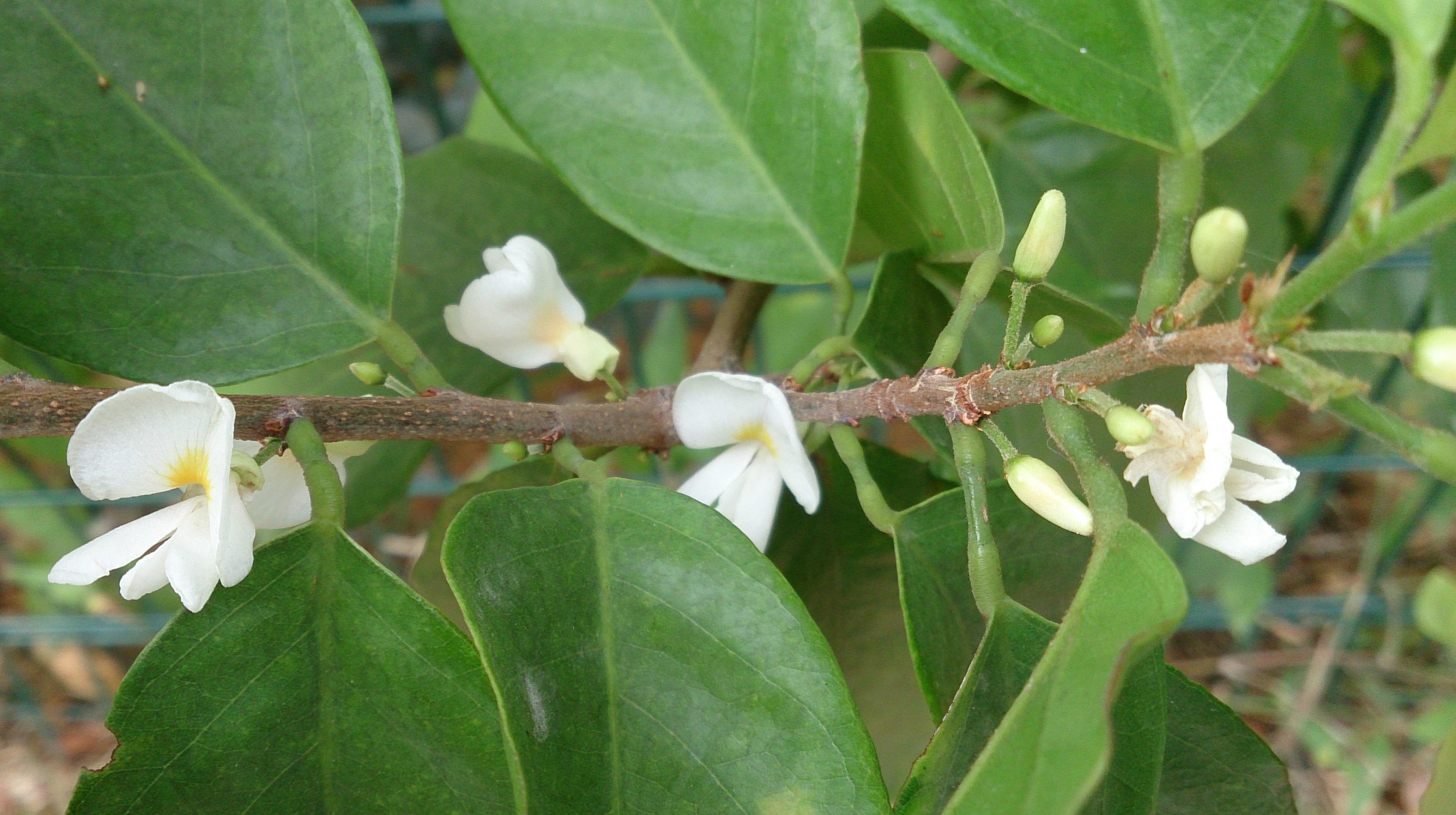
Flores

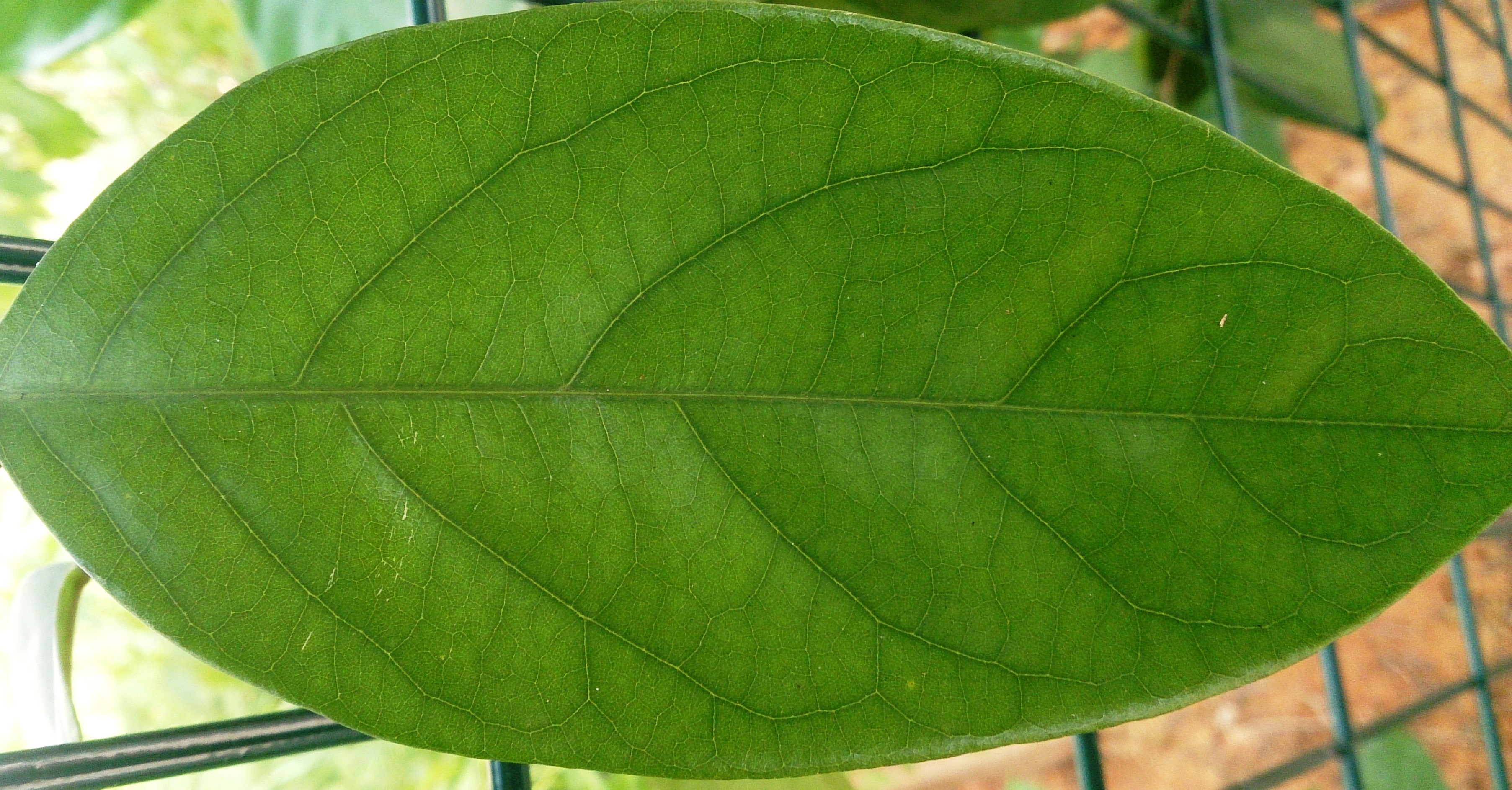
Hoja

## Usos
Su madera se utiliza normalmente para hacer un tinte rojo. La madera más antigua de tinte (Camwood) era de África Occidental. La fuente del tinte, que es soluble en álcali, es la corteza y el corazón del árbol y es un palo de tinte rojo importado de África tropical occidental,  un árbol leguminoso, del suborden Caesalpinieae. Esta madera es muy fina, de color, y se utiliza para la fabricación de mangos de cuchillos y otros artículos similares. El colorante obtenido de ella es brillante, pero no permanente.
El pterocarpin es un pterocarpano encontrado en B. nitida.

## Taxonomía
Baphia nitida fue descrita por Conrad Loddiges  y publicado en Botanical Cabinet; consisting of coloured delineations.. pl. 367. 1820.
Sinonimia
- Baphia angolensis sensu Lest.-Garl.
- Baphia barombiensis Taub.
- Baphia haematoxylon (Schum. & Thonn.) Hook.
- Baphia nitida var. pubescens A.Chev.
- Carpolobia versicolor G.Don
- Carpolobia versicolor D. Don
- Delaria pyrifolia Desv.
- Podalyria haematoxylon Schum. & Thonn.[3]